# خلیج من

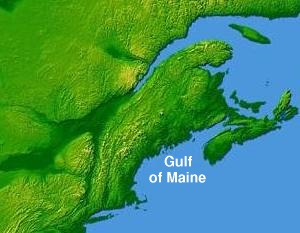
خلیج من

خلیج مَن (به زبان فرانسوی: Golfe du Maine) خلیجی بزرگ در اقیانوس اطلس در ساحل شرقی آمریکای شمالی است. حوزهٔ آبریز این خلیج گستره ای به مساحت ۱۷۹۰۱۰ کیلومتر مربع است که همهٔ مین، ۷۰٪ از نیوهمپشایر، ۵۶٪ از نیوبرانزویک، ۴۱٪ از ماساچوست و ۳۶٪ از نوا اسکوشیا را پوشش می‌دهد همچنین بخش کوچکی از جنوب استان کبک در کانادا (کمتر از ۱ درصد) را هم دربر می‌گیرد.